# Rizal (Kalinga)
Rizal is een gemeente in de Filipijnse provincie Kalinga in het noordoosten van het eiland Luzon. Bij de laatste census in 2007 had de gemeente bijna 15 duizend inwoners.

## Geografie

### Bestuurlijke indeling
Rizal is onderverdeeld in de volgende 14 barangays:
| - Babalag East - Babalag West - Bulbol - Calaocan - Kinama - Liwan East - Liwan West | - Macutay - Romualdez - San Francisco - San Pascual - San Pedro - San Quintin - Santor |

## Demografie
Rizal had bij de census van 2007 een inwoneraantal van 14.614 mensen. Dit zijn 962 mensen (7,0%) meer dan bij de vorige census van 2000. De gemiddelde jaarlijkse groei komt daarmee uit op 0,94%, hetgeen lager is dan het landelijk jaarlijks gemiddelde over deze periode (2,04%). Vergeleken met de census van 1995 is het aantal mensen met 2.441 (20,1%) toegenomen.

De bevolkingsdichtheid van Rizal was ten tijde van de laatste census, met 14.614 inwoners op 231 km², 63,3 mensen per km².